# Flegrejska polja
Flegrejska polja (italijansko Campi Flegrei; neapeljsko Campe Flegree, iz grščine φλέγω phlego, goreti) je velik vulkan zahodno od Neaplja v Italiji. Leta 2003 je bil razglašen za regionalni park. Območje kaldere sestavlja 24 kraterjev in vulkanskih zgradb; večina jih leži pod vodo. Hidrotermalno aktivnost lahko opazimo v Lucrinu, Agnanu in mestu Pozzuoli. Obstajajo tudi efuzijski plinasti pojavi v kraterju Solfatara, mitološkem domu rimskega boga ognja Vulkana. To območje spremlja Vezuvski observatorij.
Območje ima tudi bradiseizmične pojave, ki so najbolj očitni pri Macellumu Pozzuoli (napačno opredeljenem kot Serapisov tempelj): pasovi vrtin, ki so jih morski mehkužci pustili na marmornih stebrih, kažejo, da se je raven mesta glede na gladino morja spreminjala.
Območje se nadaljuje v morje, kjer je vulkansko Flegrejsko otočje.

## Geološke faze
Prepoznamo in razlikujemo tri geološke faze ali obdobja.
- Prvo flegrejsko obdobje. Domneva se, da se je izbruh vulkana Archiflegreo zgodil pred približno 39.280 ± 110 leti (starejša ocena ~37.000 let), pri čemer je izbruhal približno 200 km³ magme (500 km³ v razsutem stanju) [5] in povzročil kampanjski izbruh ignimbrita. Njegov indeks vulkanske eksplozivnosti (VEI) je bil 7. »Datiranje kampanjskega izbruha ignimbrita na približno 37.000 koledarskih let pred našim štetjem opozarja na sovpadanje te vulkanske katastrofe in niza sodobnih, pozno pleistocenskih biokulturnih sprememb, ki so se zgodile znotraj in zunaj Mediteranske regije.Te so vključevale kulturni prehod srednjega in zgornjega paleolitika in zamenjavo populacij neandertalcev z anatomsko modernim Homo sapiensom, o čemer se nenehno razpravlja.[6] Sledi tega izbruha je mogoče zaznati v grenlandskih ledenih jedrih. Ker so ob tem izbruhu ali po njem opažene razširjene diskontinuitete v arheoloških sekvencah, se domneva, da je to pomembno poseganje v tekoče človeške procese v sredozemski Evropi.« [7] Izbruhi so vplivali na izumrtje neandertalcev in odprli pot sodobnim ljudem v Evropi in Aziji. Za območje so značilni bregovi piperno in pipernoidnega sivega tufa na hribu Camaldoli, kot na severnem in zahodnem grebenu gore Cumae; drugi omembe vredni izdelki iz globine so tisti, ki jih najdemo na Monte di Procida, prepoznavni v pečinah njegove obale.
- Drugo flegrejsko obdobje, pred 35.000–10.500 leti. Zanj je značilen neapeljski rumeni tuf, ki je ostanek ogromnega podvodnega vulkana s premerom c. 15 kilometrov; Pozzuoli je v njegovem središču. Pred približno 12.000 leti se je zgodil zadnji večji izbruh, ki je znotraj glavne kaldere oblikoval manjšo kaldero s središčem tam, kjer danes leži mesto Pozzuoli.
- Tretje flegrejsko obdobje, pred 8.000 – 500 leti. Za to je značilen material bela pozolana, ki tvori večino vulkanov na Poljih. Na splošno lahko rečemo, da je bila začetna aktivnost na jugozahodu v območju Bacoli in Baiae (pred 10.000–8000 leti); vmesna dejavnost na območju med Pozzuolijem, goro Spaccata in Agnanom (pred 8000–3900 leti); in novejša dejavnost proti zahodu, ki je oblikovala jezero Avernus in Monte Nuovo (pred 3800–500 leti).
- Vulkanske usedline, ki kažejo na izbruh, so bile z argonom datirane na  315.000, 205.000, 157.000 in 18.000  let pred sedanjostjo.

### Novejša zgodovina
Kaldera, ki je zdaj v bistvu na tleh, je dostopna peš. Vsebuje veliko fumarol, iz katerih izhaja para in preko 150 bazenov (po zadnjem štetju) vrelega blata. V kalderi leži več pomožnih stožcev in tufnih kraterjev. Eden od teh kraterjev je napolnjen z jezerom Avernus.
Leta 1538 je osemdnevni izbruh na tem območju odložil dovolj materiala za nastanek novega hriba, Monte Nuovo. Od leta 1970 se je dvignil približno 2 m od tal.
Vulkanski otok Ischia je utrpel tri uničujoče potrese v letih 1828, 1881 in 1883, najbolj uničujoč se je zgodil leta 1883. Imel je magnitudo 4,2–5,2, vendar je povzročil katastrofalno tresenje, dodeljeno XI (ekstremno) na lestvici MCS. Na otoku so poročali o izjemni škodi in umrlo je več kot 2000 prebivalcev.
Trenutno območje Fregrejskih polj obsega neapeljski okrožji Agnano in Fuorigrotta, območje Pozzuoli, Bacoli, Monte di Procida, Quarto, Phlegrean Islands (Ischia, Procida in Vivara).
Članek v reviji iz leta 2009 je navedel, da bi lahko inflacija centra kaldere blizu Pozzuolija napovedala eruptivni dogodek v desetletjih. Leta 2012 je program mednarodnega celinskega znanstvenega vrtanja načrtoval vrtanje 3,5 kilometra pod zemeljsko površino v bližini Pompejev, da bi spremljali masivno komoro staljene kamnine spodaj in zagotovili zgodnje opozorilo o vsakem izbruhu. Lokalni znanstveniki so zaskrbljeni, da bi takšno vrtanje lahko samo sprožilo izbruh ali potres. Leta 2010 je mestni svet Neaplja ustavil projekt vrtanja. Znanstveniki programa so povedali, da se vrtanje ne razlikuje od industrijskega vrtanja na tem območju. Novoizvoljeni župan je dovolil nadaljevanje projekta. Reutersov članek je poudaril, da bi to območje lahko ustvarilo "super vulkan", ki bi lahko ubil milijone.
Študija Istituto Nazionale di Geofisica e Vulcanologia kaže, da je bilo za vulkanske nemire v kalderi Campi Flegrei od januarja 2012 do junija 2013 značilno hitro dviganje tal za približno 11 cm z največjo hitrostjo približno 3 cm na mesec v decembru 2012. Dodaja, da je bila od leta 1985 do 2011 dinamika dviganja tal večinoma povezana s hidrotermalnim sistemom kaldere in da se je to razmerje v letu 2012 porušilo. Pogonski mehanizem dviganja tal se je spremenil v občasno umestitev magme znotraj ravnega magmatskega rezervoarja v obliki praga, približno 3000 m v globino, 500 m južno od pristanišča Pozzuoli.
Decembra 2016 je aktivnost postala tako visoka, da so se bali izbruha. Maja 2017 je nova študija University College London in Vezuvskega observatorija, objavljena v Nature Communications pokazala, da je izbruh morda bližje, kot se je prej mislilo. Študija je pokazala, da imajo geografski nemiri od 1950-ih kumulativni učinek, ki povzroča kopičenje energije v skorji in naredi vulkan bolj dovzeten za izbruh.
21. avgusta 2017 je bil na zahodnem robu območja Campi Flegrei potres z magnitudo 4. V mestu Casamicciola na severni obali otoka Ischia, ki je južno od epicentra, sta umrli dve osebi, veliko več pa je bilo ranjenih.
Poročilo o stanju iz februarja 2020 je pokazalo, da se napihovanje okoli Pozzuolija nadaljuje z enakomerno stopnjo z najvišjim povprečjem 0,7 cm na mesec od julija 2017. Emisije plinov in temperature fumarol se niso bistveno spremenile.
V nedeljo, 26. aprila 2020, je zmeren potresni roj prizadel kaldero Flegrejskih polj, ki je vključeval približno 34 potresov z magnitudo 0 in 3,1 z magnitudo 3,1, pri čemer je bil roj osredotočen okoli pristaniškega mesta Pozzuoli. Najmočnejši potres v zaporedju potresov je bil z magnitudo 3,1, kar je najmočnejši potres v kalderi, ki sega v zadnje večje obdobje nemirov in hitrega dviga v letih 1982-1984. Vendar pa niso poročali o novih fumarolah.
Italijanski nacionalni inštitut za geofiziko in vulkanologijo (INGV) je v svojem tedenskem biltenu 6. aprila 2021 poročal, da je merilnik nagiba GPS Rione Terra (RITE) imel povprečno stopnjo dviga 13 mm na mesec +/- 2 mm. Najmočnejši potres po 29. marcu 2021 je bil z magnitudo 2,2, postaja RITE GPS pa je od januarja 2011 izmerila 72,5 cm dviga. 

### Prihodnje nevarnosti
Medtem ko so Flegrejska polja v zadnjem času opazila več nemirov, je malo verjetno, da bi se izbruh na tem območju zgodil v bližnji prihodnosti. Čeprav je obsežni izbruh, kakršen je bil pred 39.000 leti zelo malo verjeten, je na tem območju možen nov izbruh, ki tvori kaldero. Glede na nemire, ki so jih opazili v pristanišču Pozzuoli, je verjetno, da se bo naslednji izbruh zgodil znotraj tega območja kaldere.

## Vino
Italijansko vino, rdeče in belo, pod imenom Campi Flegrei DOC prihaja iz tega območja. Grozdje, namenjeno proizvodnji DOC, je treba pobrati do največjega pridelka 12 ton/ha za rdeče sorte grozdja in 13 ton/ha za bele sorte grozdja. Končna vina morajo biti fermentirana do minimalne stopnje alkohola 11,5 % za rdeča in 10,5 % za bela. Medtem ko je večina vin Campi Flegrei mešanica, se sortna vina lahko izdelajo iz posameznih sort, pod pogojem, da uporabljena sorta obsega vsaj 90 % mešanice in je vino fermentirano do najmanj 12 % alkohola za rdeča in 11 % za bela.
Rdeči Campi Flegrei je mešanica 50–70 % Piedirosso, 10–30 % Aglianico in/ali Sciascinoso in do 10 % drugih lokalnih (rdečih in belih) sort grozdja. Bela vina so sestavljena iz 50–70 % Falanghina, 10–30 % Biancolella in/ali Coda di Volpe ter do 30 % drugih lokalnih belih sort grozdja.

## Kulturni pomen
Flegrejska polja so imela strateški in kulturni pomen.
- Območje so poznali stari Grki, ki so imeli v bližini kolonijo v Kumah, sedež kumejske Sibile.
- Plaža Miliscola v Bacoliju je bila sedež rimske vojaške akademije.
- Avernovo jezero je veljalo za vhod v podzemlje in je tako prikazano v Vergilijevi Eneidi. Med državljansko vojno med Avgustom in Antonijem je Agripa poskušal jezero spremeniti v vojaško pristanišče Portus Julius.
- Baje, ki zdaj ležijo pod vodo, je bilo mondeno obalno letovišče in je bilo mesto poletnih vil Julija Cezarja, Nerona in Hadrijana (ki so tam umrli).
- V Pozzuoliju je Flavijev amfiteater, tretji največji italijanski amfiteater za Kolosejem in Kapuanskim amfiteatrom.
- Via Appia je potekala skozi občino Quarto, v celoti zgrajeno na ugaslem kraterju.
- Pasje jame, znana turistična atrakcija v zgodnjem novem času, je na vzhodni strani Polja.
- Najmlajša gora v Evropi, Monte Nuovo, je tukaj. Oaza WWF leži ob ogromnem kraterju Astroni.
- Tu sta grobova Agripine starejše in Scipiona Afričana.
- V mestu Baje, zdaj v občini Bacoli, je bil zgrajen najstarejši kompleks termalnih vrelcev za najbogatejše Rimljane. Vključeval je največjo starodavno kupolo na svetu pred gradnjo rimskega Panteona.
- Astronomski voditelj in pisatelj Patrick Moore je ta polja navajal kot primer, zakaj morajo biti udarni kraterji na Luni vulkanskega izvora, kar je veljalo do 1960-ih.
- Obstaja teorija, da je super-erupcija kampanjskega ignimbrita pred približno 39.280 ± 110 leti prispevala k smrti neandertalca, ki temelji na dokazih iz jame Mezmaiskaja v gorovju Kavkaz v južni Rusiji.